# 留產站

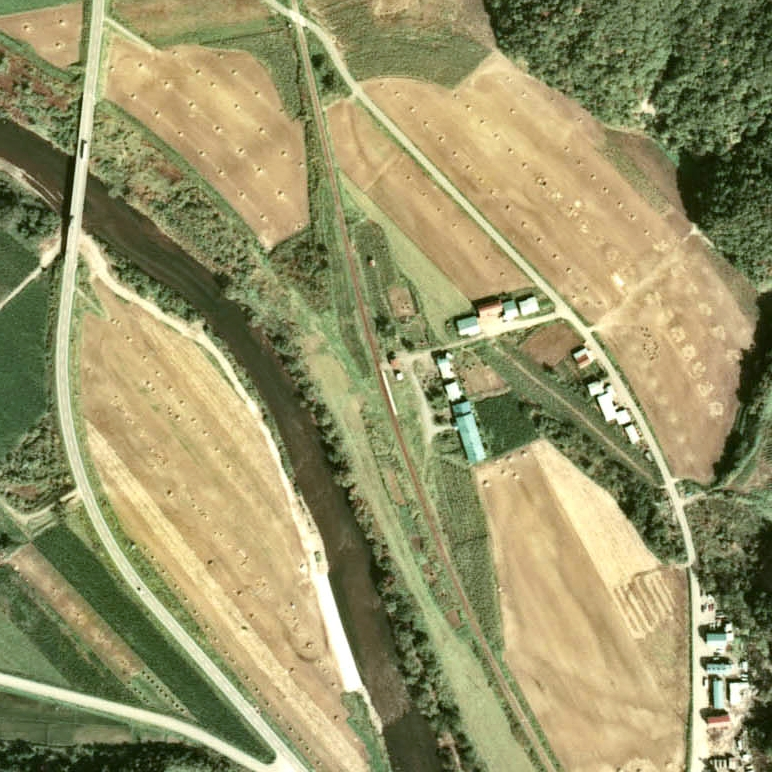
1976年的留產站與方圓約500米範圍。下方是伊達紋別方向。

留產站（日语：／ Rusan eki */?）是位於北海道虻田郡喜茂別町字留產，日本國有鐵道的膽振線車站（廢站）。隨著膽振線廢除，車站在1986年（昭和61年）11月1日廢除。

## 歷史
- 1928年（昭和3年）10月21日 - 膽振鐵道京極站至喜茂別站（第一代）之間開通，此站啟用。當時為一般車站[1]。
- 1941年（昭和16年）9月27日 - 膽振鐵道轉讓給膽振縱貫鐵道（合併）。
- 1944年（昭和19年）7月1日 - 膽振縱貫鐵道在戰時被收購，鐵路線國有化。路線名改為膽振線[1]。
- 1971年（昭和46年）10月1日 - 結束處理貨物和行李[1][3]。同時成為無人車站[4]（簡易委託化）。
- 1986年（昭和61年）11月1日 - 膽振線全線廢除，此站也廢除[2]。

## 車站構造
截至車站廢除前，此站是地面車站，設有1面1線的單式月台。月台位於路軌東邊（俱知安方向的列車會開啟右邊車門）。此站沒有設置轉轍器。曾經此站設有2面2線的相對式月台，當時可進行列車交會。後來站內西邊的路軌在廢除交會設備後，把路軌和月台一同撤走。
此站是無人車站。此站只有候車室功能的車站大樓。車站大樓位於站内東邊，與月台有一段距離。月台北邊的出入口設有樓梯。

## 站名的由來
站名取自所在地名。地名源自阿伊努語的「ル・オ・サン・イ」，其意思是「路在，那裡，下來，在哪裡」。

## 使用狀況
- 在1981年度（昭和56年度），1日上下車人次為5人[5]。

## 車站周邊
車站附近都是馬鈴薯田。
- 國道276號（日语：国道276号）（尻別國道）[7]
- 北海道道257號留壽都喜茂別線（日语：北海道道257号留寿都喜茂別線）[7]
- 尻別川（日语：尻別川）[7]
- 羊蹄山（蝦夷富士） - 車站西北[7]。
- 尻別山 - 車站南邊。海拔1,107米[7]。

## 現況
截至2001年（平成13年），車站遺址變為田地。截至2010年（平成22年）也是同樣。

## 相鄰車站
日本國有鐵道
膽振線
喜茂別－留產－南京極

## 注腳
1. 1 2 3 4 5  石野哲（編）. . JTB. 1998: 859. ISBN 978-4-533-02980-6 （日语）.
2. 1 2  . 官報. 1986-10-14 （日语）.
3. ↑  . 官報. 1971-09-30 （日语）.
4. ↑  . 鐵道公報 (日本國有鐵道總裁室文書課). 1971-09-30: 11 （日语）.
5. 1 2 3 4 5 6  書籍《国鉄全線各駅停車1 北海道690駅》（小學館，1983年7月發行）93頁。
6. ↑  書籍《北海道の鉄道廃線跡》（著：本久公洋，北海道新聞社，2011年9月發行）208頁。
7. 1 2 3 4 5  書籍《北海道道路地図 改訂版》（地勢堂，1980年3月發行）6頁。
8. ↑  書籍《鉄道廃線跡を歩くVIII》（JTB出版，2001年8月發行）70頁。
9. ↑  書籍《新 鉄道廃線跡を歩く1 北海道・北東北編》（JTB出版，2010年4月發行）154頁。